# Daniel Lundby
Daniel Lundby là một chính khách người Mỹ đến từ Quận Linn, Iowa. Ông đại diện cho quận 68 trong Hạ viện Iowa trong một nhiệm kỳ từ 2013-2015 với tư cách là đảng Dân chủ.

## Tuổi thơ và sự nghiệp
Là người Iowa thế hệ thứ năm, Lundby là con trai của Mary Lundby, một người Cộng hòa đại diện cho Quận Linn trong cơ quan lập pháp từ năm 1987 đến 2009. Ông theo học tại Trường tiểu học Công giáo St. Joseph ở Marion và Trường trung học Regis ở Cedar Rapids. Sau đó, ông đã kiếm được một bằng cấp liên kết từ Kirkwood Community College; Cử nhân Khoa học tại Đại học bang Iowa (2003) và bằng thạc sĩ từ ISU (2011).

## Đời tư
Lundby là người đồng tính công khai.